# Untitled Unmastered
Untitled Unmastered (estilizado como untitled unmastered.) es un álbum recopilatorio del rapero estadounidense Kendrick Lamar. Fue publicado de manera sorpresiva el 4 de marzo de 2016, a través de los sellos discográficos Top Dawg Entertainment y Aftermath Records, siendo distribuido por Interscope. Contiene ocho demos que fueron descartados de To Pimp a Butterfly, explorando tópicos previos sobre existencialismo, fe y políticas siendo apoyados por ritmos de free jazz, funk y avant-garde.

## Lista de canciones
| N.º   | Título                       | Productor(es)                               | Duración |  |
| 1.    | «Untitled 01 \| 08.19.2014.» | Ritz Reynolds                               | 4:07     |  |
| 2.    | «Untitled 02 \| 06.23.2014.» | Cardo Yung Exclusive Thundercat [ a ]       | 4:18     |  |
| 3.    | «Untitled 03 \| 05.28.2013.» | Astronote                                   | 2:34     |  |
| 4.    | «Untitled 04 \| 08.14.2014.» | Thundercat Sounwave Kendrick Lamar          | 1:50     |  |
| 5.    | «Untitled 05 \| 09.21.2014.» | Sounwave Terrace Martin                     | 5:38     |  |
| 6.    | «Untitled 06 \| 06.30.2014.» | Adrian Younge Ali Shaheed Muhammad          | 3:28     |  |
| 7.    | «Untitled 07 \| 2014–2016»   | Frank Dukes Cardo Yung Exclusive Egypt Dean | 8:16     |  |
| 8.    | «Untitled 08 \| 09.06.2014.» | Thundercat Mono/Poly                        | 3:55     |  |
| 34:06 |                              |                                             |          |  |

Notas1. 

- Todas las canciones están estilizadas en minúsculas.

## Posicionamiento en listas
| Listas (2016)                           | Mejor posición |
| --------------------------------------- | -------------- |
| Estados Unidos (Billboard 200)          | 1              |
| Estados Unidos (Top R&B/Hip-Hop Albums) | 1              |

## Certificaciones
| País (Certificador) | Certificación | Ventas certificadas |
| --- | ------------- | ------------------- |
| Reino Unido (BPI) | Plata         | 60 000^             |
| ^cifras de envíos basadas únicamente en la certificación xcifras no especificadas basadas únicamente en la certificación |               |                     |